# Samuel Kuffour
Samuel Osei Kuffour, född 3 september 1976 i Kumasi, är en ghanansk före detta fotbollsspelare (försvarare). Han spelade under sin karriär bland annat i Bayern München. 